# Foreign Military Sales
Foreign Military Sales (FMS) är ett amerikanskt federalt program som är till för att verkställa försäljning av krigsmateriel och diverse försvarstjänster såsom träning av militär personal från amerikanska försvarskoncerner till länder och internationella organisationer. USA hade för år 2022 en total export  på krigsmateriel och försvarstjänster till värde av 153,7 miljarder amerikanska dollar; 45,8 miljarder av det gick via FMS. År 2019 var det 14 762 ansökningar, till ett värde av 579 miljarder dollar, från 189 länder och internationella organisationer.
FMS administreras av USA:s försvarsdepartements underavdelning Defense Security Cooperation Agency (DSCA) men vilka länder som får ta del av programmet bestäms av USA:s utrikesminister och dennes utrikesdepartement. Alla begäran verkställs av USA:s försvarsminister.
Programmet startades 1949 i och med lagen Mutual Defense Assistance Act of 1949, som drevs igenom av USA:s kongress och signerades av USA:s 33:e president Harry S. Truman (D).